# RNS-csendesítés
Az RNS-csendesítés (RNA silencing – a kifejezés eredete a poszttranszkripcionális géncsendesítéshez avagy RNS-interferenciához köthető) a géncsendesítési effektusok azon családjára utal, melyekben egy vagy több gén kifejeződését ún. „nemkódoló”, kisméretű RNS-molekulák akadályozzák vagy teljesen elnyomják.
Utalhat a génkifejeződéssel kapcsolatos tudományos kísérletekben bevezetett, szintetikus antiszenz RNS-molekulára is. Az RNS-csendesítés meghatározható úgy is, mint a génkifejeződés dupla szálú RNS (dsRNS) által kiváltott, szekvencia-specifikus regulációja. Az RNS-csendesítési mechanizmusok magasan konzerváltak a legtöbb eukarióta szervezetben. A legközönségesebb és jól tanulmányozott példa rá az RNS-interferencia (RNSi), melynek során endogén módon kifejezett mikroRNS (miRNS) vagy exogén eredetű kis interferáló RNS (small interfering RNA, siRNA, illetve siRNS) kiváltja a komplementer hírvivő RNS degradációját (bomlását). A kis RNS-molekulák egyéb osztályait is felfedezték, köztük a Piwi-fehérjével kölcsönható RNS-eket (piRNA) és annak alfaját, az ismétlődő szakaszokkal
homológiát mutató kis interferáló RNS-eket (repeat associated small interfering RNA, rasiRNA, illetve rasiRNS).